# Siedlung Stemmersberg
Die Siedlung Stemmersberg ist eine ehemalige Zechenkolonie in Oberhausen-Osterfeld. 

## Bau der Siedlung

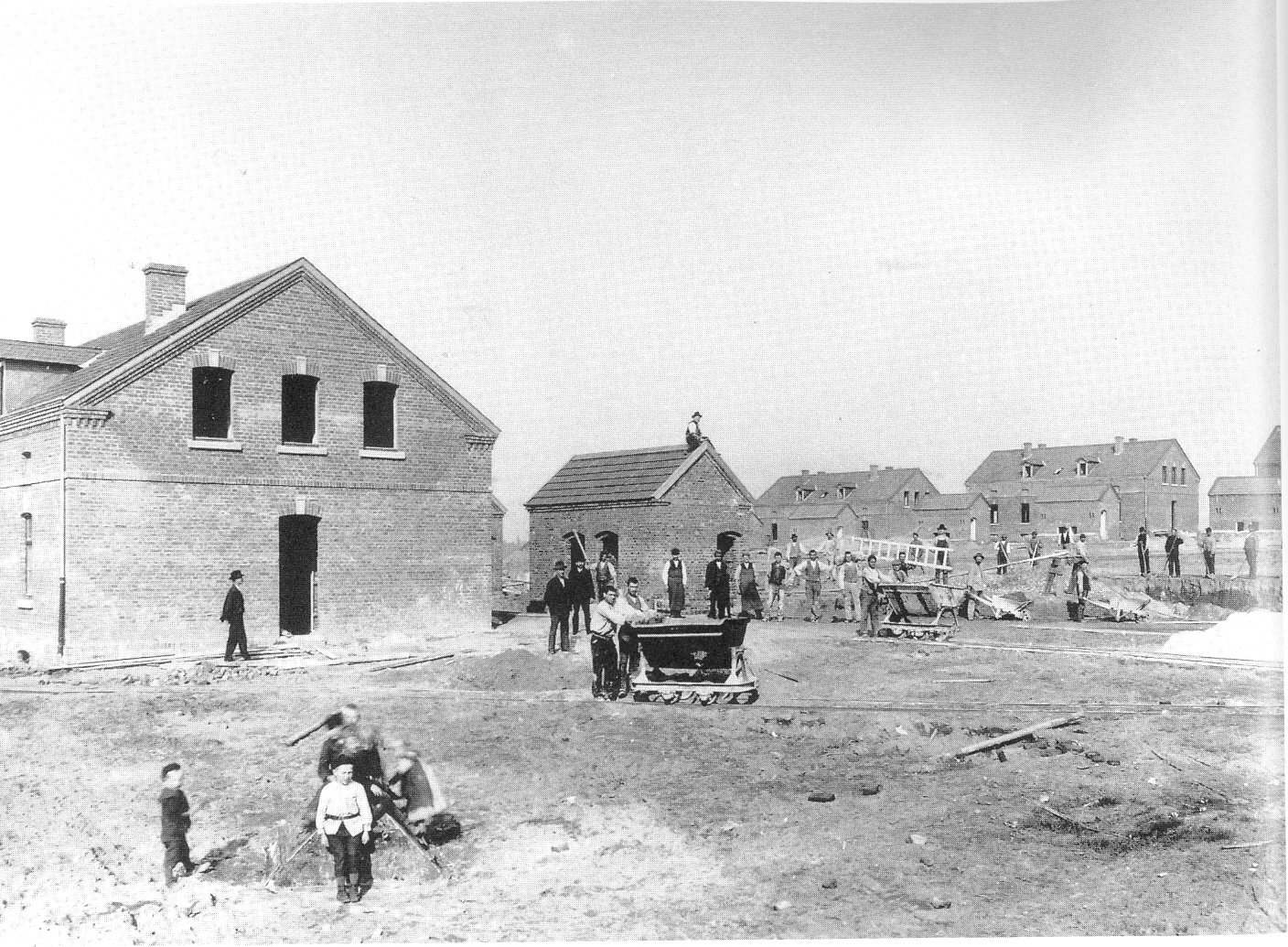
Bauarbeiten am Stemmersberg

Die Siedlung wurde zwischen 1900 und 1906 von der Gutehoffnungshütte (GHH) erbaut. Die Straßennamen der Siedlung lassen sich zusammensetzen zu: Gute Hoffnung Hütte Aktien Verein. Das Abteufen der Zechen Osterfeld, Vondern, Sterkrade und Hugo im letzten Viertel des 19. Jahrhunderts führte zum Zuzug zahlreicher Arbeitskräfte in den Oberhausener Raum, zu deren Unterbringung die GHH in den Jahren von 1898 bis 1912 insgesamt 14 neue Werkssiedlungen mit 478 Häusern und 1732 Wohnungen errichtete. Die Siedlung Stemmersberg, die in der damaligen Gemeinde Osterfeld angelegt wurde, gehört mit nahezu 100 Häusern zu den größten ihrer Art. Sie besteht überwiegend aus eineinhalbgeschossigen Klinkerbauten mit dem in Arbeitersiedlungen der damaligen Zeit weit verbreiteten Kreuzgrundriss. Hier sind jeweils vier Wohnungen mit separatem Eingang enthalten. Lediglich die Häuser des letzten Bauabschnitts verfügen über größere Wohnflächen, abweichende Grundrisse und orientieren sich mehr an der variantenreichen Architektur von Gartensiedlungen. Eine architektonische Besonderheit stellt die später zur Siedlung hinzugefügte Kleinkinderschule nach Plänen von Bruno Möhring dar.

## Sanierung und Renovierung
Nach dem Zweiten Weltkrieg büßte die GHH ihre dominierende Rolle als Arbeitgeber in Oberhausen ein. Die Häuser am Stemmersberg gingen vorübergehend in den Besitz der Thyssen AG über, die sie 1996 an die Landesentwicklungsgesellschaft NRW verkaufte.

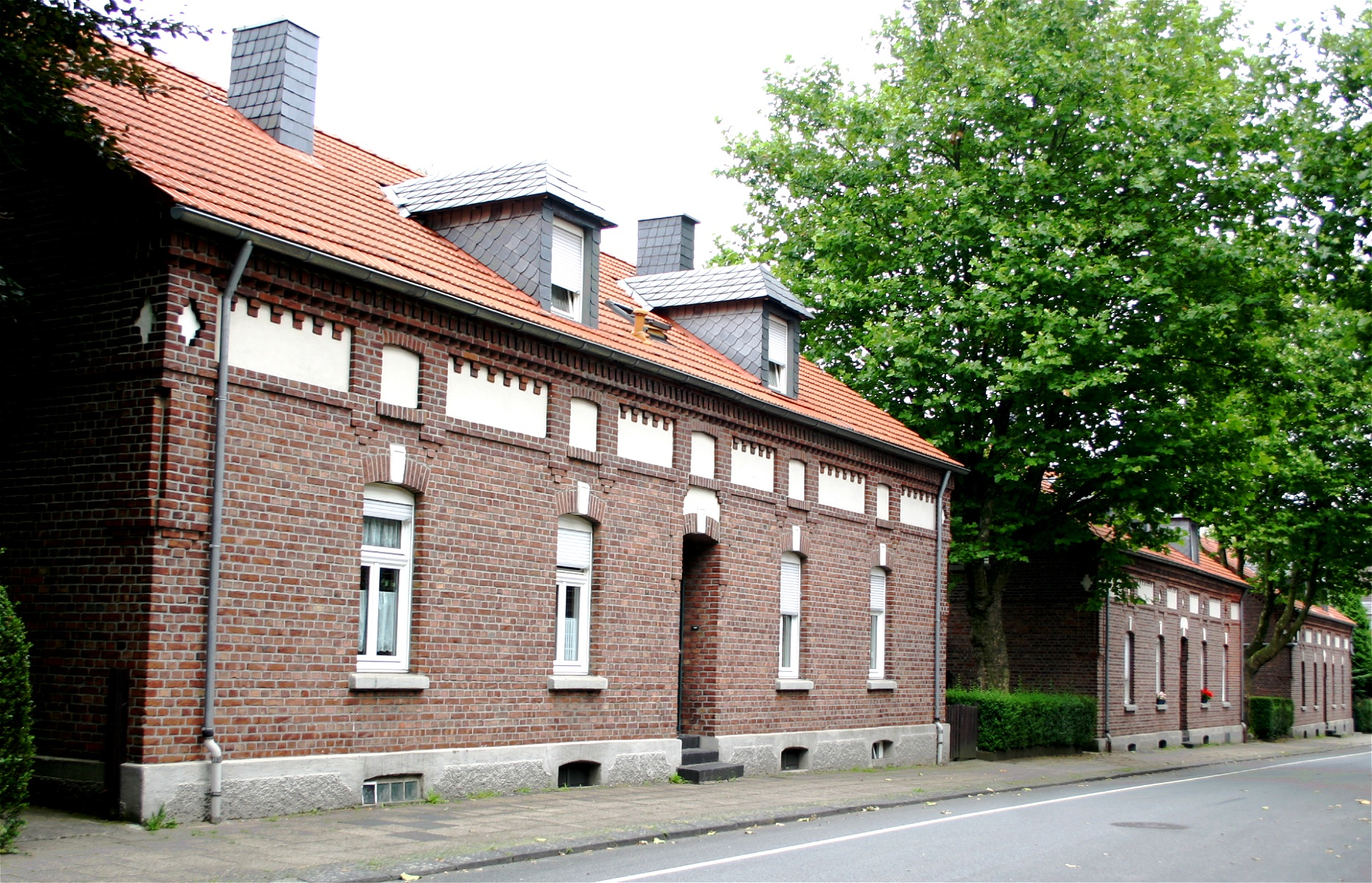
Siedlung Stemmersberg

Nach dem Erwerb der Siedlung nahm die LEG eine umfangreiche Sanierung und Modernisierung der Häuser in Angriff. Unter anderem kam es zu einer Erneuerung der Dächer, dem Einbau neuer Fenster, einer weitgehenden Erneuerung aller Installationen und dem Einbau von Gas-Etagenheizungen. Teilweise wurden die Grundrisse verändert und größere Wohnungen geschaffen. Bis zum Ende der Modernisierungsmaßnahme im Jahr 2002 investierte die LEG über 39 Millionen Euro in das Projekt.
Die Modernisierung des Wohnumfeldes (Hofflächen, Nebengebäude, Stallungen und Wege) nahmen die Bewohner weitgehend in Eigenregie vor. Zu diesem Zweck wurde 1997 der Stemmersberger e. V. gegründet, der sich erfolgreich um eine Förderung im Rahmen der IBA Emscherpark bemühte. Die Maßnahmen, zu denen auch eine Anlage zur Regenwasserversickerung gehörte, wurden etwa zur Hälfte in Eigenleistung erbracht und zur anderen Hälfte durch Fördermittel finanziert. Perspektivisch wollte der Verein die Siedlung als Bewohnergenossenschaft von der LEG erwerben und dabei Eigenleistungen mit einem Teil des Kaufpreises verrechnen. Nach der Insolvenz des Vereins in der Abschlussphase der Modernisierung ist die wirtschaftliche Basis für diesen Schritt aber in weite Ferne gerückt.
Die inzwischen denkmalgeschützte Siedlung ist heute ein Bestandteil der Route der Industriekultur.